# Suregada grandiflora
Suregada grandiflora är en törelväxtart som beskrevs av Radcl.-sm.. Suregada grandiflora ingår i släktet Suregada och familjen törelväxter. Inga underarter finns listade i Catalogue of Life.